# Senato dello Utah
Il Senato dello Utah è, insieme al Camera dei Rappresentanti, una delle due camere che compongono la Legislatura statale dello Utah. Essa si riunisce nel Campidoglio dello Stato dello Utah.
Il Senato è composto da 29 membri, eletti per un mandato quadriennale ma rinnovati per metà ogni due anni. Non sono presenti vincoli sul numero di mandati.